# Solella de la Frau de la Riera

La Solella de la Frau de la Riera, respecte del terme de Granera

La Solella de la Frau de la Riera, és una solana del terme municipal de Granera, a la comarca del Moianès.
És a la part central-oriental del terme, a migdia de la masia de Puigdomènec, en el vessant meridional de la Serra de Puigdomènec, a la dreta del torrent de Salvatges. La travessa el Camí de Salvatges.